# 普安县站
普安县站位于中华人民共和国贵州省黔西南布依族苗族自治州普安县南湖街道西陇村与六盘水市盘州市英武镇林家屋基村交界处，是沪昆客运专线上的高铁站，于2016年12月28日启用，由中国铁路成都局集团贵阳车务段管辖。
本站位于地跨两行政区的虎跳河多线特大桥上，进站口则位于盘州市一侧。因从候车室到站台一般需步行7—8分钟，故开车前十分钟停止检票。

## 車站周邊
- 镇胜高速公路

## 歷史
- 2016年12月28日正式启用。

## 外部連結
- 中国铁路客户服务中心 （页面存档备份，存于）